# Cratere Masako
Masako  è un cratere sulla superficie di Venere. Deve il proprio nome alla politica giapponese Hōjō Masako (北条 政子?; 1157-1225). 